# Benjamín Solari Parravicini
Benjamín Solari Parravicini (Buenos Aires, 8 de agosto de 1898-ibídem, 13 de diciembre de 1974) fue un artista argentino. Es muy conocido por los dibujos «proféticos» que realizó en el transcurso de su vida.

## Biografía
Benjamín Solari Parravicini nació el 8 de agosto de 1898, en Buenos Aires, capital de su país. Su madre, Dolores Tomasa Parravicini, era prima hermana del actor Florencio Parravicini (1876-1941), y su padre, Benjamín Tomás Solari y Romero, llegó a ser diputado nacional.
La familia tenía una mansión en Vicente López (a 10 km al norte de Buenos Aires), que llamaban La Casona, donde Parravicini pasó su infancia y juventud, y que ya de adulto utilizó como chacra de fin de semana, viviendo en un apartamento en la calle México al 800, entre Piedras y Tacuarí, del barrio porteño de Monserrat. Fue el mayor de ocho hermanos y lo apodaban Pelón.

### Pintor
Durante toda su vida se dedicó a la pintura con bastante éxito: llegó a exponer en el salón de la Asociación Amigos del Arte (en la calle Florida) y recibió felicitaciones del entonces Presidente de Argentina, Marcelo T. de Alvear (1868-1942), que acudió a la muestra. Luego obtuvo un premio en una exposición internacional organizada en La Rural, y más tarde expuso en Lieja, Bélgica, donde consiguió una medalla de oro y logró que el rey Alberto I (1875-1934) comprara una de sus obras.
Fue profesor en el Liceo de España (en Buenos Aires), encargado del Departamento de Artes en el Banco Municipal, director de Arte y Ayuda Social del Banco Municipal de Préstamos, jefe de la galería de exhibición de la municipalidad porteña, y en 1948, secretario de la Asociación para el Desarrollo de las Artes.

### Profecías
A Parravicini se lo conoce también como el Nostradamus argentino, y aparentemente ya durante su infancia tenía contacto con lo paranormal, diciendo que interactuaba con ángeles, duendes y hadas. Su padre era psiquiatra y, preocupado por su hijo, lo sometió a intensivos análisis médicos que no demostraron que tuviera enfermedad alguna. Por entonces, el pequeño Benjamín preanunciaba una «guerra que estallaría en el 14», la Primera Guerra Mundial, que sería su primera predicción.

De acuerdo a sus seguidores, Parravicini vaticinó varios eventos de renombre mundial, incluyendo:
- La llegada de la televisión.[7]
- La Carrera espacial.[8][9]
- Las comunicaciones por satélite.[10]
- La fertilización in vitro.[11]
- Que el primer ser terrestre en llegar al espacio exterior sería un perro.[12]
- La llegada de Fidel Castro o Che Guevara a Cuba.[13]
- El Asesinato de John F. Kennedy.[14]
- La guerra de las Malvinas y la subsiguiente caída de la dictadura tras la derrota.[15]
- La ocupación de Francia y su posterior liberación por los aliados.[16]
- Los bombardeos atómicos de Hiroshima y Nagasaki.[17][18]
- El final de la Segunda Guerra Mundial.[19]
- La renuncia del Papa Benedicto XVI y la elección de Francisco.[20][21]
- Los atentados a las Torres Gemelas de Nueva York del 11 de septiembre de 2001.[22]
- Descubrimiento de las grandes reservas de petróleo de esquisto y gas de lutita en Vaca Muerta, Neuquén.[23]
- Invasión Sionista de Argentina .[24][Nota 1]
- Internet ("una red invisible que unirá al mundo entero").[25]
- Pandemia de COVID-19 ("nueva enfermedad que azotará al mundo en el nuevo milenio").[25]

En 1932, mientras dibujaba y pintaba en su estudio, comenzó a pensar ideas espontáneas, frases y dibujos que para él no tenían sentido y que escribió en papel. Siendo católico destruyó muchos de estos dibujos porque no creía en ellos.
Parravicini realizó ―según él bajo mandato de su ángel de la guarda, Fray José de Aragón, y otras «personalidades incorpóreas»― más de mil dibujos proféticos (que él llamaba psicografías premonitorias) a lo largo de su vida entre los años 1936 y 1972.

### La muerte de Alfonsina Storni
El 25 de octubre de 1938 a la tarde, los periódicos de Buenos Aires difundieron que a la una de la mañana se había suicidado la reconocida poetisa Alfonsina Storni en Mar del Plata. Benjamín Solari dijo entonces que esa madrugada había despertado sintiendo un fuerte olor a mar y algas, y que había comenzado a escuchar una voz femenina que le decía que ella se estaba separando de la vida mientras las algas cubrían sus manos. Al final la mujer se había identificado como Alfonsina Storni. Parravicini no podía saber que Storni había sido encontrada flotando a 200 m de la costa muy pocas horas después, y que había flotado todo el tiempo, por lo que no se encontraron rastros de «algas».

## Legado
Varios amigos y conocidos de Benjamín Solari recibieron de este sus dibujos y textos proféticos originales. Entre ellos se encontraban: el ingeniero y parapsicólogo Sigurd Von Wurmb y su esposa Ana María, el parapsicólogo Pedro Romaniuk, el ufólogo Fabio Zerpa y el astrólogo y escritor Norbert Pakula.

## Exhibiciones de sus trabajos artísticos
- 1927: Exposición comunal
- 1929: Amigos del Arte (en Buenos Aires).
- 1935: Camuatí.
- 1947: Asociación para la Promoción de las Artes

## Abducido por ovnis
El ufólogo uruguayo Fabio Zerpa (con residencia en Argentina desde 1951, fallecido en 2019) cuenta en su libro Benjamín Solari Parravicini: el Nostradamus de América que el artista afirmaba que una nave extraterrestre lo había raptado mientras se encontraba sentado en un banco en la acera de la avenida 9 de Julio (en pleno centro de Buenos Aires), cuando se le acercaron dos seres de ojos blanquecinos. Una enorme luz los envolvió hasta transportarlos a una sala circular, con paneles luminosos y un tubo central en el cual se movían los individuos. Uno de ellos se acercó y hablándole telepáticamente en grupos de tres palabras en castellano le dijo: «Debes predicar amor. Universo es armonía. Los estamos observando. Su conducta es agresiva. Tenemos muchos elegidos. Volveremos a encontrarnos». Parravicini apareció en el mismo banco más de tres horas después, a las 18:40.[cita requerida]

## Críticas
Generalmente las profecías de Solari eran ambiguas, y podían adaptarse a cualquier evento. En cambio otras profecías eran más exactas, e incluso poseían fecha de realización (1966, 70, 80, 2002, etc.). Esto las hacían más difíciles de refutar. Sin embargo, los tiempos en sus profecías pueden ser simbólicos o tener algún significado encriptado según los que estudian y siguen sus profecías. Asimismo, algunas personas opinan que la mayoría de sus profecías no son aportes originales, sino que reflejan las expectativas de muchos de sus contemporáneos, y es difícil encontrar alguna completamente novedosa. En poco se diferencian de recursos argumentales de numerosas obras literarias y del cine de ciencia ficción, dado que fueron ideas fáciles de imaginar. Los siguientes son algunos ejemplos de textos extraídos de las psicografías:
- sin fecha: «Blenorragia, enfermedades regresarán en el 66 y harán estragos».
- sin fecha: «Armas nuevas. Temperamentos nuevos, sensibilidades nuevas. Sexos en nuevos estados, música nueva, drogas nuevas y Temperamentos demoníacos en el 66».
- sin fecha: «Bestia. El mundo caerá en una herencia de ideas en conjunción para el 66. Principio del fin de finales después de la Grande Guerra! Satanismo o herencias de ideas y maneras se preguntarán los hombres».
- 1936: «Desde el 66 el hombre nacerá con los huesos cristalizados por el estroncio, y el estroncio hará en su vida su desastre, les anulará el cerebro, les alterará el gene [sic, por gen] espermal, les matará el glóbulo rojo, aumentará la cancerología al extremo que el cáncer será general. La fuerza nucleónica dominará y los amarillos con los rusos cuestionarán lucros de poder en tal sentido».
- 1938: «El hombre del mañana surgirá del cultivo espermático del laboratorio. Su mujer buscará al hijo seleccionando el semen ofrecido por el médico. Se dará preferencia a los hombres atléticos (en reserva) y a los intelectuales. El hombre vulgus no será tenido en cuenta y se le dejará desaparecer. El año 2000 luego del cataclismo conocerá esta norma nueva y el hombre animal se habrá dormido para siempre y la procreación así dará al ser humano “sin pecado original”».
- 1939: «La libertad de Norte América[32] perderá su luz. Su antorcha no brillará como ayer y el monumento será atacado dos veces».
  - Algunas personas consideran que esta psicografía con un dibujo de la Estatua de la Libertad dividida en dos por una línea recta que da el aspecto de edificio en los lados internos de la estatua, y con una explosión a cada lado dividida por la misma línea sobre su extremo superior sería una profecía acerca del atentado de las Torres Gemelas el 11 de septiembre de 2001.
- 1939: «¡Llega la locura en masa! El trastorno cerebral será general en el final del siglo».
- 1939: «El año 2002 será el principio de la era del amor. Todo ser se amará sin concupiscencia. El hombre esto lo habrá olvidado y la mujer conocerá su deber. Almas nuevas llegarán a poblar la Tierra. Todas serán superiores trayendo la Quinta Dimensión. Se hablará mentalmente y se vivirá en Cristo Dios».[33]
- 1940: «Sobre la Argentina, el año 1965 sentará reales la lucha de clases. Los mandones extranjeros enviarán y ordenarán mandones, pero la Argentina saldrá ilesa del mal».
- 1949: «El 70: el triunfo del materialismo».
- 1951: «La obscenidad reinará en el mundo desde 1960».
- 1959: «Naves interplanetarias no visibles a la retina humana llegarán a la Tierra. Habitarán América en el extremo sud. Allí recogerán materiales para socorrer al mundo en el hambre y en el cataclismo de fuego. Portarán sangre humana a sus laboratorios satélites para elaborarla artificialmente. ¡Proveerán de hemoglobina!».[3]
- 1960: «Viraje del mundo hacia un 2002. Llega la atómica sin solución y estallará al fin. No es verdad la actual actitud de las naciones al decir y hablar de paz. Ellos comercian con la guerra organizada. Ellas atemorizan con el hongo azul, creyendo que jamás se llegará a las manos pero el recio amarillo dirá: ¡va! y en ofuscación ¡irá! después final de finales. Principio de principios. Luz».
- 1967: «La hidrocortisona será en el tapete para 1970. Con ella se llegará a la búsqueda de la paz en el hombre. Mas no será».

## En la cultura popular
- En el año 2013 se estrenó el filme 5.5.5., de Gustavo A. Giannini, protagonizado por Antonio Birabent. El mismo narra la historia de un hombre común que se obsesiona con los dibujos de Benjamín Solari Parravicini.[34]